# 水煮
水煮（みずに）とは、食材を水または塩水で煮ること、または煮たものを指す言葉。主に食材の下拵えや保存のために行われる。購入して味付けするだけで簡単に料理が作れることから、一般家庭はもとより食品加工業や外食産業においても大量に消費されている。

## 日本で販売されている水煮
タケノコなどの根菜類、ワラビなどの山菜類、ウズラの卵、サバなどがレトルトパックや缶詰として売られている。
皮むきやカットなどの熟練した人手を要する調理工程はコストがかさむことから、中国などの周辺諸国で加工させたものを輸入するケースが多い。現地調達できない食材については、わざわざ日本から輸出して加工させるケースもある。

## 水煮を使って製造されることが多い総菜
- 土佐煮
- がめ煮
- 八宝菜